# FORMOSAT-2
FORMOSAT-2 (フォルモサ衛星2号/フォルモサット2、中国語:福爾摩沙衛星二號) は台湾二機目の高解像度地球観測衛星。国家宇宙計画局（NSPO，現：台湾国家宇宙センター）によって開発された初のリモートセンシング衛星である。

## 概要
2004年5月19日にアメリカのヴァンデンバーグ空軍基地からトーラスXLによって打ち上げられた。2004年7月4日より撮影ミッションを開始する。元々はROCSAT-2（Republic Of China Satellite-2）という名前だったが、2004年12月にFORMOSAT-2と改名された。開発費用は4.7百万台湾ドル。
FORMOSAT-2は民間のニーズを満たすため、台湾島とその周辺海域を準リアルタイムでリモートセンシングする。集められたデータは自然災害の評価や、農業応用、都市計画戦略、環境監視、海洋監視に用いられる。解像度は多波長で8m、パンクロで2m。撮影された画像はSpot Imageで利用できる。
主要受託業者のアストリウムはROCSAT-2のバス機（Leostar-500-XO）とリモートセンシグ装置（RSI）を提供した。 映像処理システム(IPS)はNSPOが独自に開発した。
リモートセンシングのほかにも、レッドスプライトや大気光といった自然現象の科学観測を行った。